# (11082) Spilliaert
(11082) Spilliaert est un astéroïde de la ceinture principale.

## Description
(11082) Spilliaert est un astéroïde de la ceinture principale. Il fut découvert le 14 mai 1993 à La Silla par Eric Walter Elst. Il présente une orbite caractérisée par un demi-grand axe de 3,23 UA, une excentricité de 0,06 et une inclinaison de 12,6° par rapport à l'écliptique.

## Compléments